# Adis Jasic
Adis Jasic (Sankt Veit an der Glan, 12 febbraio 2003) è un calciatore austriaco, centrocampista dell'Al-Ain FC.

## Carriera

### Club
Cresciuto nel settore giovanile del Wolfsberger, esordisce in prima squadra il 21 aprile 2021, disputando l'incontro di Bundesliga vinto per 0-1 contro lo Sturm Graz.

### Nazionale
Ha giocato in tutte le nazionali giovanili austriache comprese tra l'Under-16 e l'Under-19 e nell'Under-21.

## Statistiche

### Presenze e reti nei club
Statistiche aggiornate al 9 ottobre 2022.
| Stagione        | Squadra         | Campionato      | Campionato | Campionato | Coppe nazionali | Coppe nazionali | Coppe nazionali | Coppe continentali | Coppe continentali | Coppe continentali | Altre coppe | Altre coppe | Altre coppe | Totale | Totale |
| Stagione        | Squadra         | Comp            | Pres       | Reti       | Comp            | Pres            | Reti            | Comp               | Pres               | Reti               | Comp        | Pres        | Reti        | Pres   | Reti   |
| --------------- | --------------- | --------------- | ---------- | ---------- | --------------- | --------------- | --------------- | ------------------ | ------------------ | ------------------ | ----------- | ----------- | ----------- | ------ | ------ |
| apr.-mag. 2021  | Wolfsberger     | BL              | 6+1        | 0          | CA              | -               | -               | UEL                | -                  | -                  |             | -           | -           | 7      | 0      |
| 2021-2022       | Wolfsberger     | BL              | 21         | 2          | CA              | 3               | 1               |                    | -                  | -                  |             | -           | -           | 24     | 3      |
| 2022-2023       | Wolfsberger     | BL              | 11         | 2          | CA              | 2               | 0               | UECL               | 4                  | 0                  |             | -           | -           | 17     | 2      |
| Totale carriera | Totale carriera | Totale carriera | 38         | 4          |                 | 5               | 1               |                    | 4                  | 0                  |             | -           | -           | 47     | 5      |

## Palmarès

### Club

#### Competizioni nazionali
- Coppa d'Austria: 1

Wolfsberger: 2024-2025